# ماريان أورباخ
ماريان أورباخ (بالبولندية: Marian Auerbach)‏ هو لغوي بولندي، ولد في 1882، وتوفي في 1 يوليو 1941 في لفيف في أوكرانيا.